# Lys hornnæb
Lys hornnæb (latin: Anorrhinus austeni) er en næsehornsfugl, der lever i det sydøstlige Asien.